# Louis Chevrolet

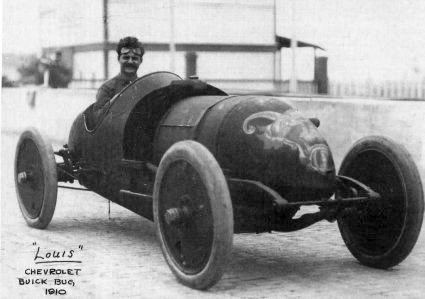
Louis Chevrolet prima di una gara

Louis-Joseph Chevrolet (La Chaux-de-Fonds, 25 dicembre 1878 – Detroit, 6 giugno 1941) è stato un pilota automobilistico e imprenditore svizzero naturalizzato statunitense.

## Biografia
Nato in Svizzera a La-Chaux-de-Fonds, trascorse soltanto i suoi primi sei mesi di vita nella città natale. La sua famiglia si trasferì nell'attuale canton Giura a Bonfol e a Beurnevésin, dove Louis frequentò la scuola.
Ingaggiato come meccanico da un venditore di biciclette di Beaune, in seguito partì per Parigi nel 1899, dove lavorò per la casa automobilistica Darracq prima di attraversare l'Atlantico e stabilirsi a New York dopo un breve passaggio a Montréal in Canada. A New York fu assunto come meccanico da De Dion-Bouton poi da Buick. Louis intraprese parallelamente una carriera da pilota automobilistico: nel 1905 divenne noto riportando la vittoria alla sua prima gara a bordo di una vettura Fiat. Louis Chevrolet non tardò ad acquisire una solida reputazione grazie ai suoi risultati.
Tra il 1905 e il 1920, a causa di gravi incidenti, trascorse un totale di tre anni in un letto d'ospedale.
Diventato pilota ufficiale della Buick, incontrò l'imprenditore William Crapo Durant (proprietario di Buick e fondatore di General Motors nel 1908) con il quale si associò nel 1911 per fondare una nuova casa automobilistica. Approfittando della notorietà di Louis, il marchio prese il nome di "Chevrolet". Presto però sorsero contrasti tra i due fondatori e a seguito dell'incessante disaccordo riguardo al settore di mercato nel quale la società avrebbe dovuto operare, Louis nel 1913 vendette la sua parte di azioni a Durant (ma non l'esclusiva del nome di Chevrolet).
Louis Chevrolet decise allora di riprendere la carriera di pilota, poi con i fratelli Arthur e Gaston, entrambi piloti e meccanici, creò il marchio Frontenac, destinato alle competizioni e soprattutto alla 500 Miglia di Indianapolis. Partecipò quattro volte all'Indy 500 ottenendo come miglior risultato il settimo posto nel 1919. Nel 1920, partito in prima fila, fu costretto al ritiro, ma il fratello Gaston vinse la corsa. Fu il primo trionfo della Frontenac. Nello stesso anno Gaston fu protagonista di un incidente mortale durante una corsa in California: a causa dello sfortunato evento Louis interruppe la propria carriera.
Negli anni venti creò con Arthur un'impresa specializzata nella costruzione di motori d'aereo, ma cadde in rovina a seguito degli attriti con il fratello e la grande crisi del 1929. Ritornò alla Chevrolet come semplice meccanico nelle officine di Detroit.
Morì nel 1941 dopo diversi attacchi cerebrali. Un suo busto compare all'ingresso del museo dell'Indianapolis Motor Speedway e il suo nome è stato inserito nel 1969 nell'Automotive Hall of Fame.